# Бетел Спрингс (Тенеси)
Бетел Спрингс (енгл. Bethel Springs) град је у америчкој савезној држави Тенеси.

## Демографија
По попису из 2010. године број становника је 718, што је 45 (-5,9%) становника мање него 2000. године.
| Група             | 2000.       | 2010.       |
| Белци             | 647 (84,8%) | 582 (81,1%) |
| Афроамериканци    | 103 (13,5%) | 121 (16,9%) |
| Азијати           | 1 (0,1%)    | 1 (0,1%)    |
| Хиспаноамериканци | 10 (1,3%)   | 10 (1,4%)   |
| Укупно            | 763         | 718         |